# Charles Taylor (filósofo)
Charles Margrave Taylor (Montreal, 5 de noviembre de 1931) es un filósofo conocido fundamentalmente por sus investigaciones sobre la Modernidad, el secularismo y la ética, entre otras contribuciones referidas a la filosofía política, la hermenéutica, la filosofía de las ciencias sociales y la historia del pensamiento. Estos trabajos le han otorgado un amplio reconocimiento entre filósofos e intelectuales de todo el mundo, además de galardones como el Premio Kioto y el Premio Templeton. Su Magnum opus es Fuentes del Yo: La Construcción de la Identidad Moderna, «una de las obras filosóficas más importantes de las últimas décadas del siglo XX», según Jerome Bruner. Taylor actualmente es profesor en el departamento de estudios religiosos de la Universidad McGill.

## Biografía
Taylor realizó sus estudios superiores en la Universidad McGill, donde se titula como Licenciado en Historia en 1952. Prosigue su formación como Rhodes Scholar de la Universidad de Oxford, primero como becado en el Balliol College (Bachelor of Arts en Filosofía, Política y Economía) en 1955, y luego en su doctorado en Filosofía (1961), bajo la supervisión de Isaiah Berlin y Elizabeth Anscombe. Su tesis, publicada en 1964 como "The Explanation of Behavior", sustenta una crítica a la psicología conductista.
Sucedió a John Plamenatz como Chichele Professor of Social and Political Theory en la Universidad de Oxford. Durante un largo periodo, antes y después de Oxford, ejerció como Profesor de Ciencia política y Filosofía en la Universidad McGill, institución en la que posteriormente fue nombrado profesor emérito. Tras su paso por McGill, ocupó el cargo de Profesor de Leyes y Filosofía en la Universidad Northwestern en Evanston, Illinois. En 1986, Taylor fue elegido Miembro Extranjero Honorífico de la Academia Estadounidense de las Artes y las Ciencias.
Partidario ardiente de la identidad propia del Quebec francófono, su compromiso con la política lo llevó a postular en varias ocasiones a la Cámara de los Comunes de Canadá como candidato del Nuevo Partido Democrático de Quebec. A pesar de su apellido inglés, es un quebequense orgulloso de serlo. Sus ideas sobre el multiculturalismo han tenido enorme influencia en estos tiempos en que varios países del mundo se enfrentan al problema de la integración de sus minorías. En el 2007, el gobierno canadiense le encargó, junto a Gérard Bouchard, el manejo de la "Comisión Bouchard-Taylor” sobre las prácticas de acomodación en referencia a las diferencias culturales en la provincia de Quebec. Charles Taylor posee el título de Companion de la Orden de Canadá En 2000 fue nombrado gran oficial de la Orden Nacional de Quebec.
En 1998–1999 pronunció las Gifford Lectures con el título Living in a Secular Age.
El profesor Taylor recibió el Premio Templeton en 2007 por avanzar hacia la investigación o los descubrimientos acerca de las realidades espirituales. Fue el primer canadiense en ganar el Premio Templeton. En 2008 fue galardonado con el Premio Kyoto en la categoría de las artes y la filosofía.
El Papa Francisco le otorgó el Premio Ratzinger 2019, por su profundo y cuidadoso análisis sobre la secularización.

## Su Obra
Se caracteriza por tender puentes entre corrientes a menudo enfrentadas: Ilustración y comunitarismo, fe y razón, filosofía y acción política, filosofía analítica y filosofía continental.
Charles Taylor realiza un riguroso diagnóstico de la modernidad y las nociones básicas enraizadas en nuestra cultura. En su obra magna, Fuentes del Yo, explora la génesis del yo autónomo (self) en la cultura occidental, comenzando con un análisis sincrónico de la relación indesligable entre la identidad y la idea del bien, entre nuestras distinciones cualitativas y sus marcos de referencia. En segundo lugar, realiza un estudio diacrónico de los marcos referenciales que permitieron la autocomprensión de los sujetos a través de la historia: ideas filosóficas (el logos óntico platónico, la síntesis agustiniana, el cartesianismo, la ilustración y el romanticismo), cosmovisiones y vertientes religiosas, representaciones artísticas (como la poesía, la lieratura y la pintura), nuevos paradigmas científicos y políticos. Tales hechos fueron imbricándose para dar forma a las nociones modernas con las que los agentes se perciben a sí mismos dentro de un espacio social de interlocución, las cuales podrían resumirse en:
- La idea del yo desvinculado, capaz de control racional y de distanciarse tanto de la naturaleza como de la tradición.
- La capacidad expresiva de los sujetos y la tendencia hacia la interiorización.
- La afirmación de la vida corriente o de la producción y la familia.
- Nuestro sentido de benevolencia hacia los demás.

## Filosofía y sociología de la religión
El trabajo más reciente de Taylor se ha volcado hacia la filosofía de la religión, como se evidencia en varias obras, incluida la conferencia "Una modernidad católica" y la breve monografía "Varieties of Religion Today: William James Revisited".
La contribución más significativa de Taylor en este campo hasta la fecha es su libro Una era secular, que argumenta en contra de la tesis de la secularización de Max Weber, Steve Bruce y otros. En forma aproximada, la tesis de la secularización sostiene que a medida que avanza la modernidad (un conjunto de fenómenos que incluyen la ciencia, la tecnología y las formas racionales de autoridad), la influencia de la religión disminuye gradualmente. Taylor parte del hecho de que el mundo moderno no ha visto la desaparición de la religión sino su diversificación y en muchos lugares su crecimiento. Luego desarrolla una noción alternativa compleja de lo que realmente significa la secularización, dado que la tesis de la secularización no se ha confirmado. En el proceso, Taylor también profundiza enormemente su relato de la modernidad moral, política y espiritual que había comenzado en Fuentes del yo.

## Obra selecta
- "Hegel" (1975)
- "Fuentes del yo: la construcción de la identidad moderna" ("Sources of the Self: The Making of the Modern Identity") (1989)
- "La ética de la autenticidad" ("The Malaise of Modernity") (1992)
- "Multiculturalismo y política del reconocimiento" ("Multiculturalism and The Politics of Recognition") (1992), obra colectiva
- "Variedades de la religión hoy" ("Varieties of Religion Today: William James Revisited") (2002)
- "Imaginarios sociales modernos" ("Modern Social Imaginaries") (2004)
- "Una era secular" ("A Secular Age") (2007)

## Edición en español
- Taylor, Charles (2014). La era secular. GEDISA. ISBN 9788497848749.[10]
- Maclure, Jocelyn; Taylor, Charles (2011). Laicidad y libertad de conciencia. Alianza Editorial. ISBN 9788420652610.[11]

- — (2010). Hegel. Anthropos Editorial. ISBN 978-84-7658-946-5.[12][13]

- — (2006). Fuentes del yo: la construcción de la identidad moderna. Ediciones Paidós Ibérica. ISBN 978-84-493-1848-1.

- — (2006). Imaginarios sociales modernos. Ediciones Paidós Ibérica. ISBN 978-84-493-1899-3.[14]

- — (2003). El multiculturalismo y "la política del reconocimiento". Fondo de Cultura Económica de España. ISBN 978-84-375-0567-1.

- — (2003). Las variedades de la religión hoy. Ediciones Paidós Ibérica. ISBN 978-84-493-1446-9.

- — (1999). Acercar las soledades: federalismo y nacionalismos en Canadá. Tercera Prensa. ISBN 978-84-87303-50-0.[15]

- — (1997). Argumentos filosóficos: ensayos sobre el conocimiento, el lenguaje y la modernidad. Ediciones Paidós Ibérica. ISBN 978-84-493-0415-6.

- — (1996). Fuentes del yo: la construcción de la identidad moderna. Ediciones Paidós Ibérica. ISBN 978-84-493-0279-4.

- — (1994). La ética de la autenticidad. Ediciones Paidós Ibérica. ISBN 978-84-7509-993-4.[16]